# Tour de Azerbaiyán (Azerbaiyán)
El Tour de Azerbaiyán (oficialmente: Tour d'Azerbaïdjan)  es una carrera ciclista por etapas azerbaiyana que se disputa en el mes de mayo.
Se comenzó a disputar en 2012 con el nombre oficial de Heydar Aliyev Anniversary Tour (debido al aniversario del nacimiento del expresidente Heydər Əliyev) formando parte del UCI Europe Tour, dentro de la categoría 2.2U (última categoría del profesionalismo limitada a corredores sub-23). En 2013 cambió a su nombre actual cambiado a categoría 2.2 (igualmente última categoría del profesionalismo pero sin limitación de edad), y en 2014 ascendió a la categoría 2.1.
A pesar de su nombre no debe confundirse con otra carrera carrera ciclista por etapas que se disputaba en Irán desde 1986 llamada inicialmente Azerbaiyán Tour y desde 2013 como Tour de Irán-Azerbaiyán fruto de su fusión con el International Presidency Tour.

## Palmarés
| Año                            | Ganador             | Segundo               | Tercero              |
| ------------------------------ | ------------------- | --------------------- | -------------------- |
| Heydar Aliyev Anniversary Tour |                     |                       |                      |
| 2012                           | Youcef Reguigui     | Kirill Yatsevich      | Bakhtiyar Kozhatayev |
| Tour d'Azerbaïdjan             |                     |                       |                      |
| 2013                           | Sergiy Grechyn      | Oleksandr Surutkovych | Bakhtiyar Kozhatayev |
| 2014                           | Ilnur Zakarin       | Vitaliy Buts          | Darren Lapthorne     |
| 2015                           | Primož Roglič       | Jasper Ockeloen       | Matej Mugerli        |
| 2016                           | Markus Eibegger     | Rinaldo Nocentini     | Nikita Stalnow       |
| 2017                           | Hermann Pernsteiner | Oleksandr Polivoda    | Mykhailo Kononenko   |

Nota: En 2017, Kiril Pozdniakov fue inicialmente el vencedor, pero fue descalificado por dopaje.

## Palmarés por países
| País      | Victorias |
| --------- | --------- |
| Austria   | 2         |
| Argelia   | 1         |
| Ucrania   | 1         |
| Rusia     | 1         |
| Eslovenia | 1         |